# 金還

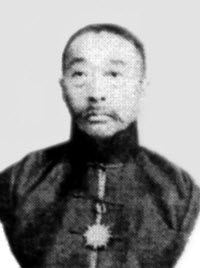
金還

金還（1856年—1930年），字仍珠，江蘇江寧人。1913年1月，任眾議院議員。同年5月，加入進步黨。1917年7月至12月，任北洋政府段祺瑞內閣財政部次長。1923年10月至1928年10月任中國銀行總裁。1930年逝世，享年64歲。